# Chrysopogon purushothamanii
Chrysopogon purushothamanii är en gräsart som beskrevs av Ravi, N.Mohanan och Kiran Raj. Chrysopogon purushothamanii ingår i släktet Chrysopogon och familjen gräs. Inga underarter finns listade i Catalogue of Life.